# Retribution (película de 2023)
Retribution es una película de suspenso y acción de 2023 dirigida por Nimród Antal y escrita por Chris Salmanpour. La película está protagonizada por Liam Neeson, Noma Dumezweni, Lilly Aspell, Jack Champion, Embeth Davidtz y Matthew Modine. Es una nueva versión de la película española de 2015 El desconocido.
Retribution se estrenó en Francia el 23 de agosto de 2023 y en los Estados Unidos el 25 de agosto de 2023.

## Sinopsis
Mientras llevaba a sus hijos a la escuela, el financiero Matt Turner se ve repentinamente amenazado por un misterioso atacante.

## Reparto
- Liam Neeson como Matt Turner[4]
- Noma Dumezweni como Angela Brickmann
- Lilly Aspell como Emily Turner
- Jack Champion como Zach Turner
- Embeth Davidtz como Heather Turner
- Matthew Modine como Anders Müller
- Arian Moayed como Sylvain El Hilali

## Producción
Retribution es una coproducción estadounidense, francesa, alemana y española de StudioCanal y Studio Babelsberg Motion Pictures. Se rodó principalmente en los estudios Babelsberg de Potsdam y en las calles de Berlín, donde se desarrolla la historia.
Anunciado originalmente en 2017, Se confirmó que Neeson protagonizaría en noviembre de 2020. En mayo de 2021, se anunció que Champion y Aspell fueron elegidos para interpretar al hijo y la hija respectivamente del personaje de Neeson. En junio de 2021, se anunció que Modine, Davidtz y Moayed participarían en la película. En julio de 2021, Deadline Hollywood informó que Modine completó sus escenas que fueron filmadas en Alemania. La música de la película fue compuesta por Harry Gregson-Williams.

## Estreno
En noviembre de 2022, Lionsgate Films adquirió los derechos de distribución de la película para Estados Unidos, Canadá e India de StudioCanal y The Picture Company, colaborando posteriormente con Roadside Atracciones en los territorios antes mencionados y PVR Inox Pictures en India en virtud de un acuerdo posterior para estrenar la película. La película se estrenó en Francia el 23 de agosto de 2023 y en Estados Unidos el 25 de agosto de 2023.